# Blodsockermätare

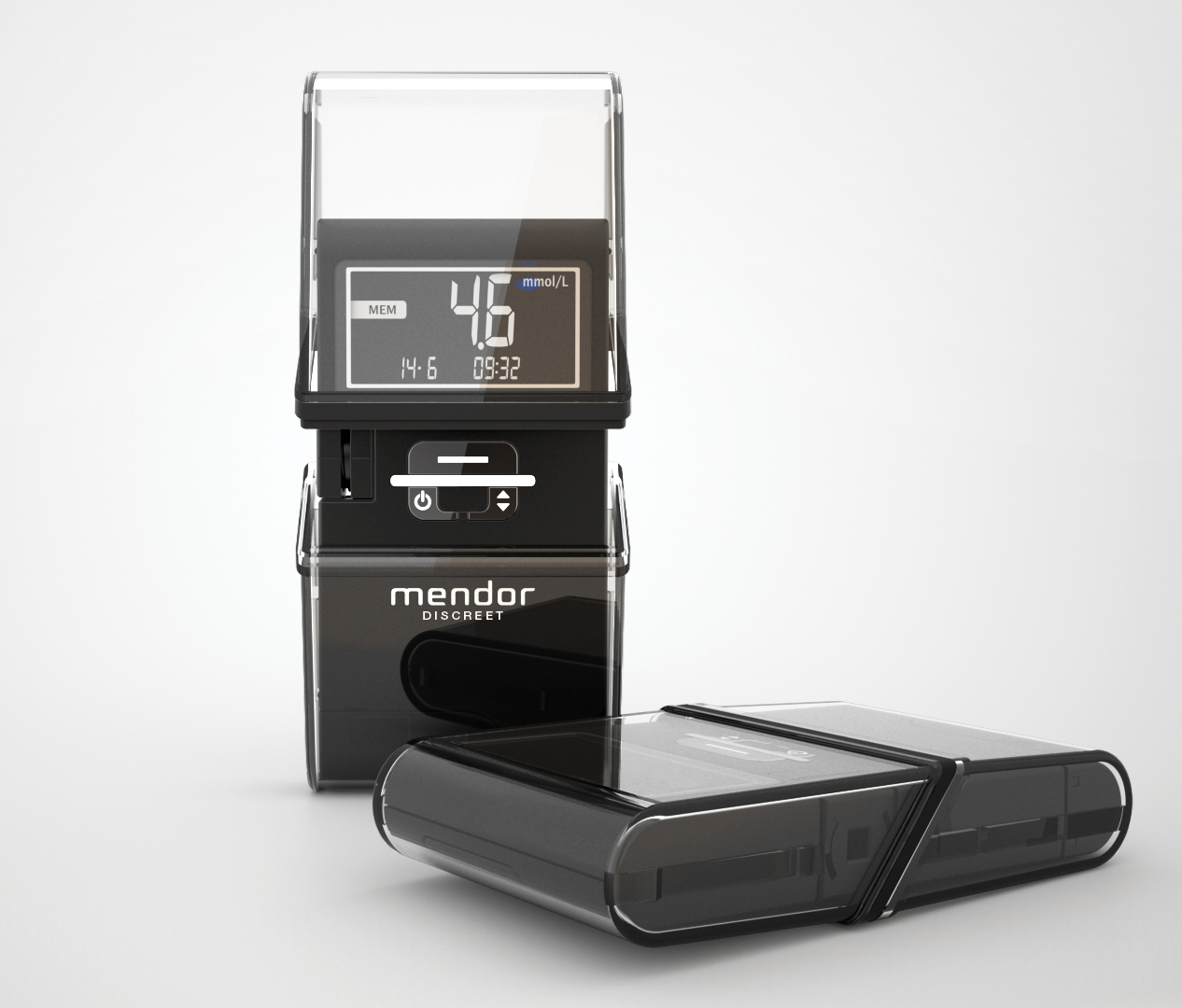
Mendor Discreet All-in-one blodsockermätare

Blodsockermätare är en apparat för att mäta nivån av blodsocker. Blodsockermätare används av diabetiker som ofta mäter blodsockret flera gånger om dagen för att kunna reglera intaget av mat och medicin, till exempel insulin.
Apparaten mäter nivån av glukos i kapillärblod genom en elektrokemisk process. Behövliga bloddroppen tas ofta från fingret. Moderna mätare kräver endast små mängder blod, ungefär en kubikmillimeter eller mindre.

## Moderna mätare

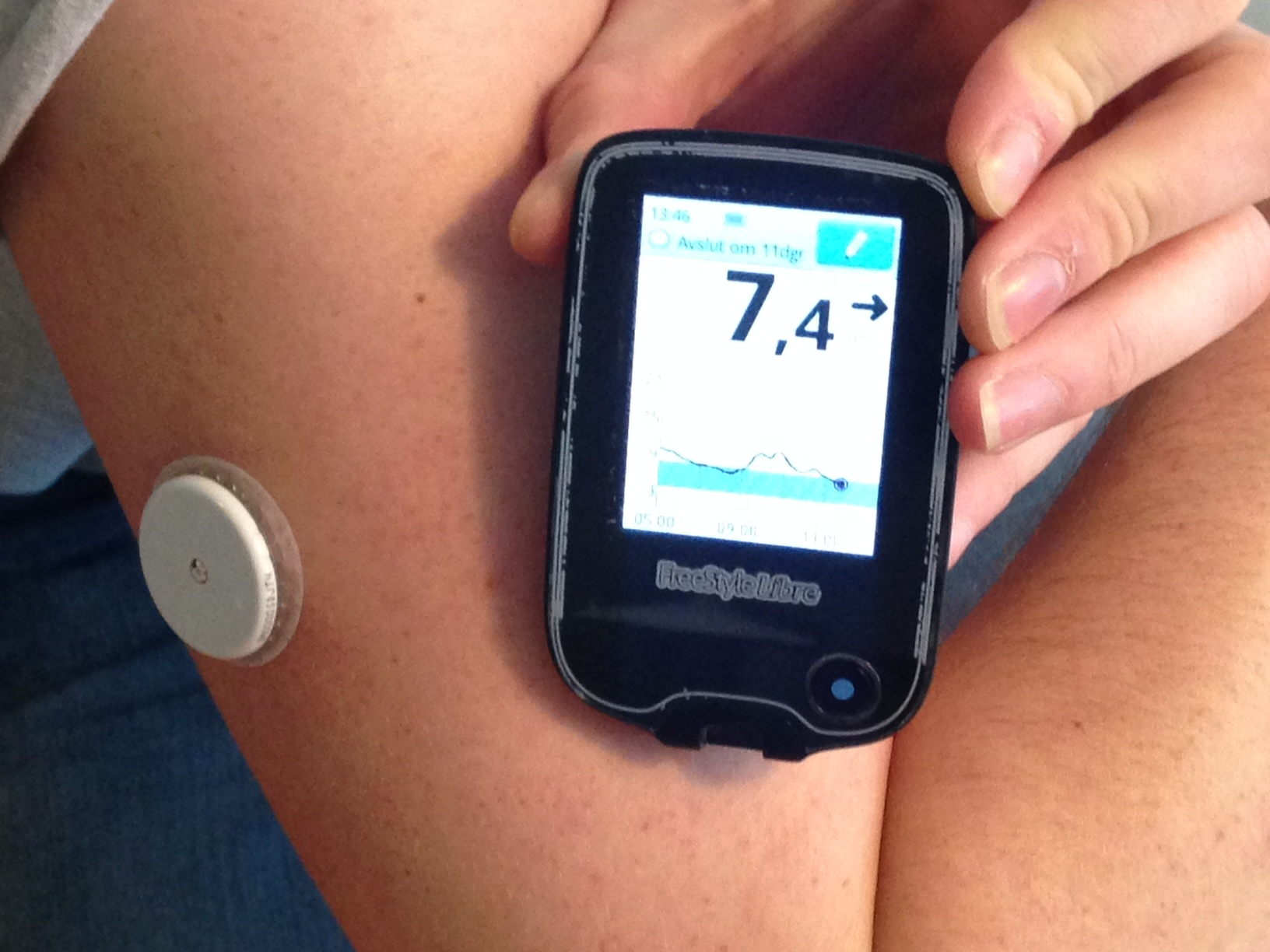
En mätare för kontinuerlig blodsockermätning

Marknaden erbjuder ett stort antal olika blodsockermätare. Typiskt behöver patienten utom själva mätaren också teststickor samt en lansettapparat. Finska mätarfabrikören Mendor har integrerat alla dessa tre delar till ett enda instrument. Franska Sanofi har gjort mätaren till en modul, som man kopplar till sin mobiltelefon. 2in1 Smart är en blodsockermätare som man kan använda till sin Iphone. I mätare för kontinuerlig blodsockermätning placeras en sensor under huden på armen och signalerna skickas till en mottagare som visar resultat och historik.